# 베이징 지하철 DK1형 전동차
베이징 지하철 DK1형 전동차(중국어: 北京地铁DK1型电动车组)는 베이징 지하철의 통근형 전동차중 하나이다. 1967년 10월 창춘객차창에서 생산되었으며,:53 현재는 운행이 중단되었다.

## 개요
BJ-1형:53으로도 알려진 DK1형은 창춘궤도객차에서 생산하였으며, 총 2량이었다.:57 각 객차에는 4쌍의 출입문이 있으며, 출입문은 내장문이며, 비상구는 열차의 양쪽 끝에 설치되었다. 이 열차는 베이징 지하철의 첫번째 열차였으나, 열차 높이가 터널 높이 제한 90mm를 초과하므로 본선으로 운행할 수 없었으며, 1호선의 구청 차량단(古城车辆段)에서만 시운전을 시행했다. 이에 따라 후반기 DK1형을 기본으로 DK2형이 개발됐다. 열차는 주로 모스크바 지하철의 D형 전동차의 일부 특징을 본땄으며, 현재는 운행을 중지하고 구청 차량단에 보존되다가 2015년 베이징 지하철에서 복원하였다.

## 편성
|            | DK1           |               |
| 객차번호   | 1             | 2             |
| 집전장치   | 있음          | 있음          |
| 형태 구분  | 베이징001(Mc) | 베이징002(Mc) |
| 동력장치   | 장치1         | 장치1         |
| 기타 설비  |               |               |
| 기계 설치  |               |               |
| 차량 중량  | 30.0t         | 30.0t         |
| 승객적재량 | 184명         | 184명         |

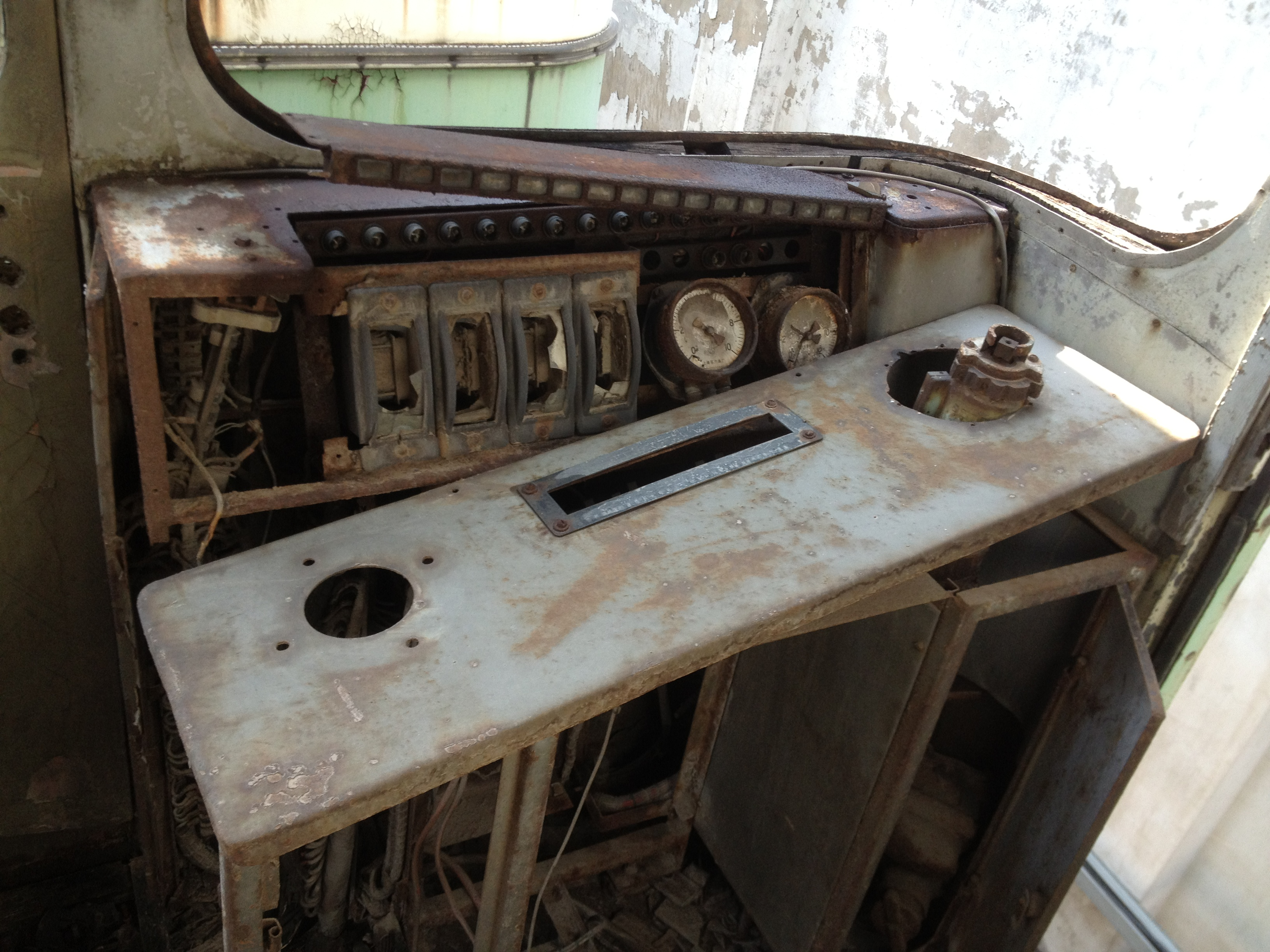
복원전의 DK1형(베이징 002호) 운전실
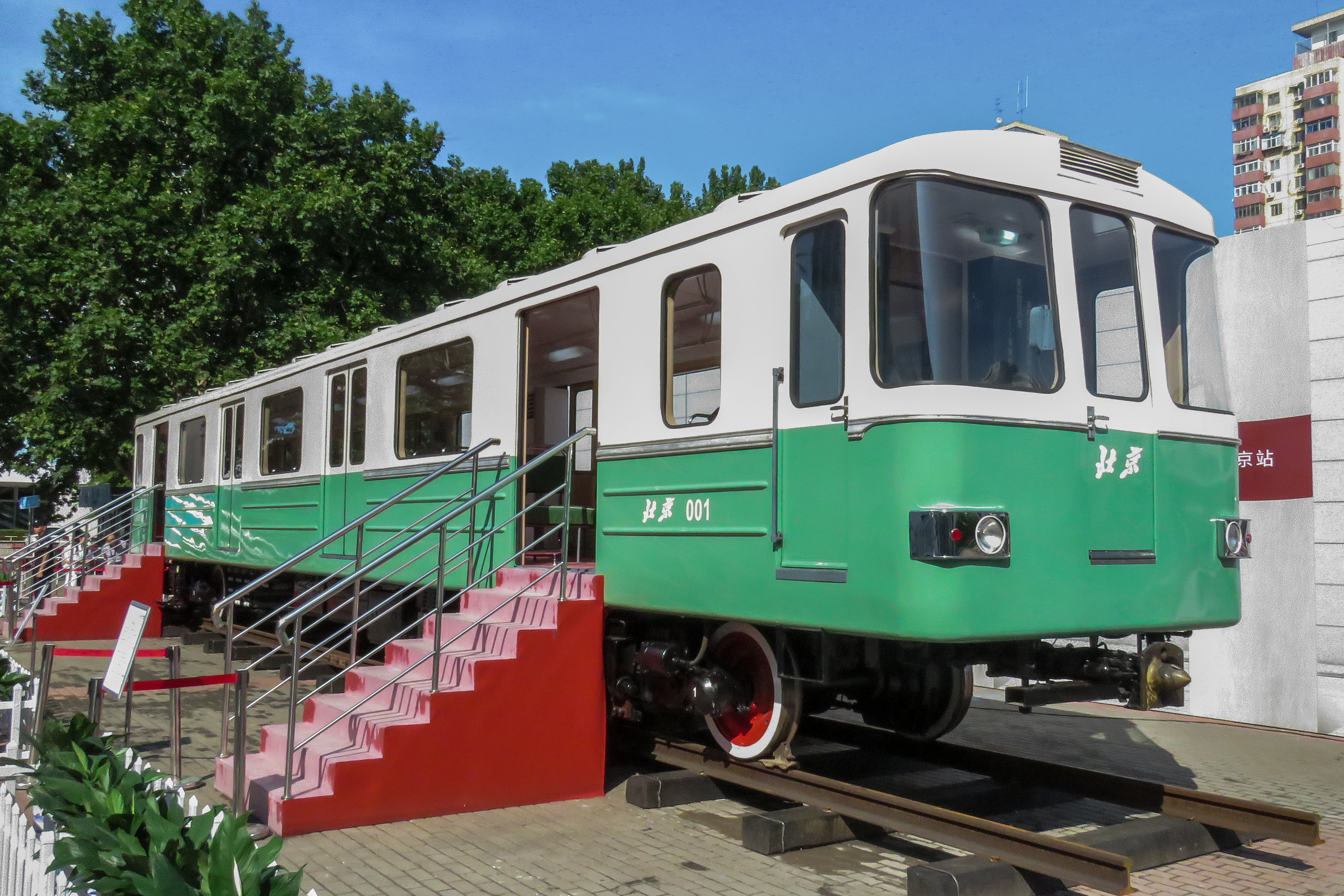
복원후의 DK1형
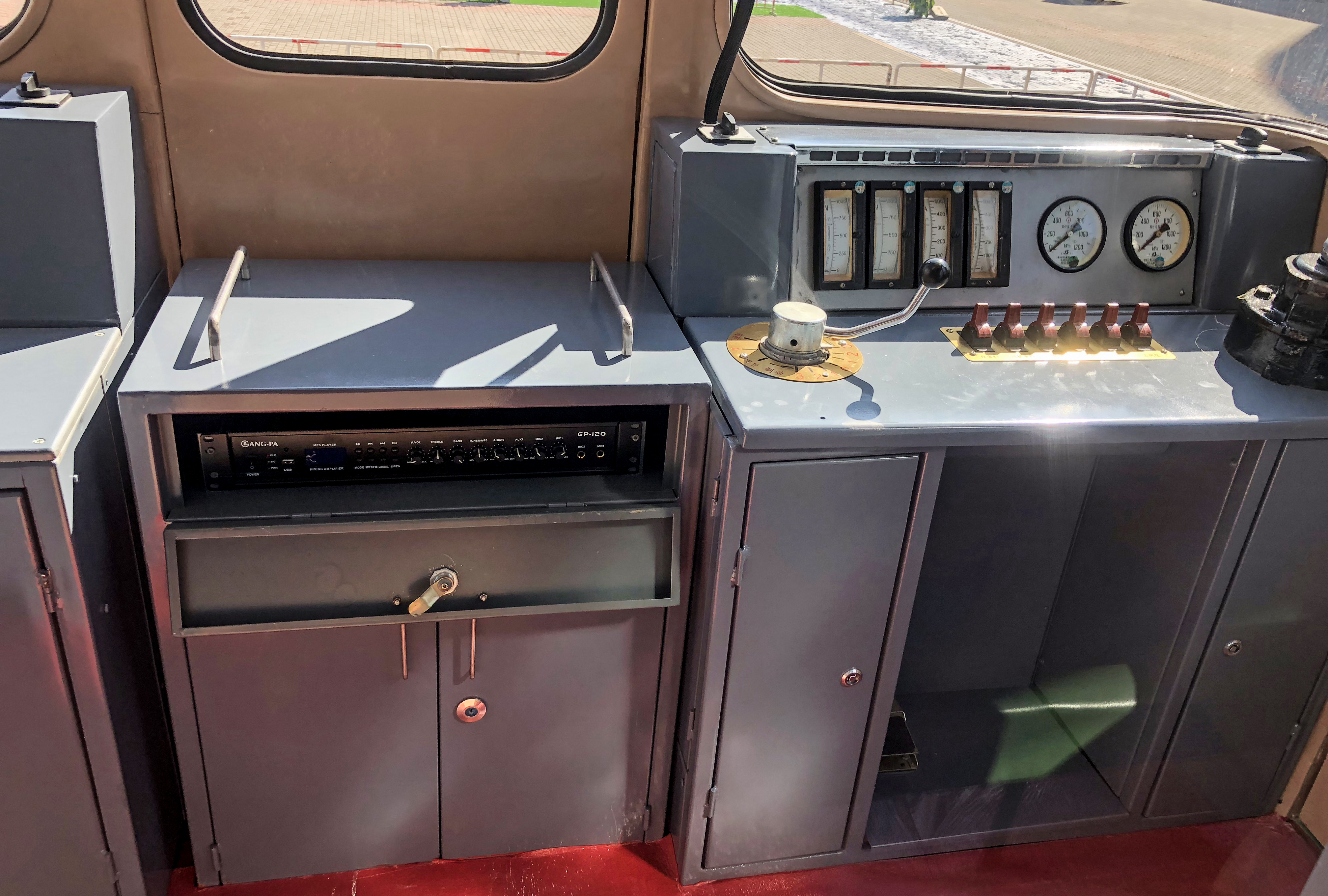
복원후의 DK1형 운전실
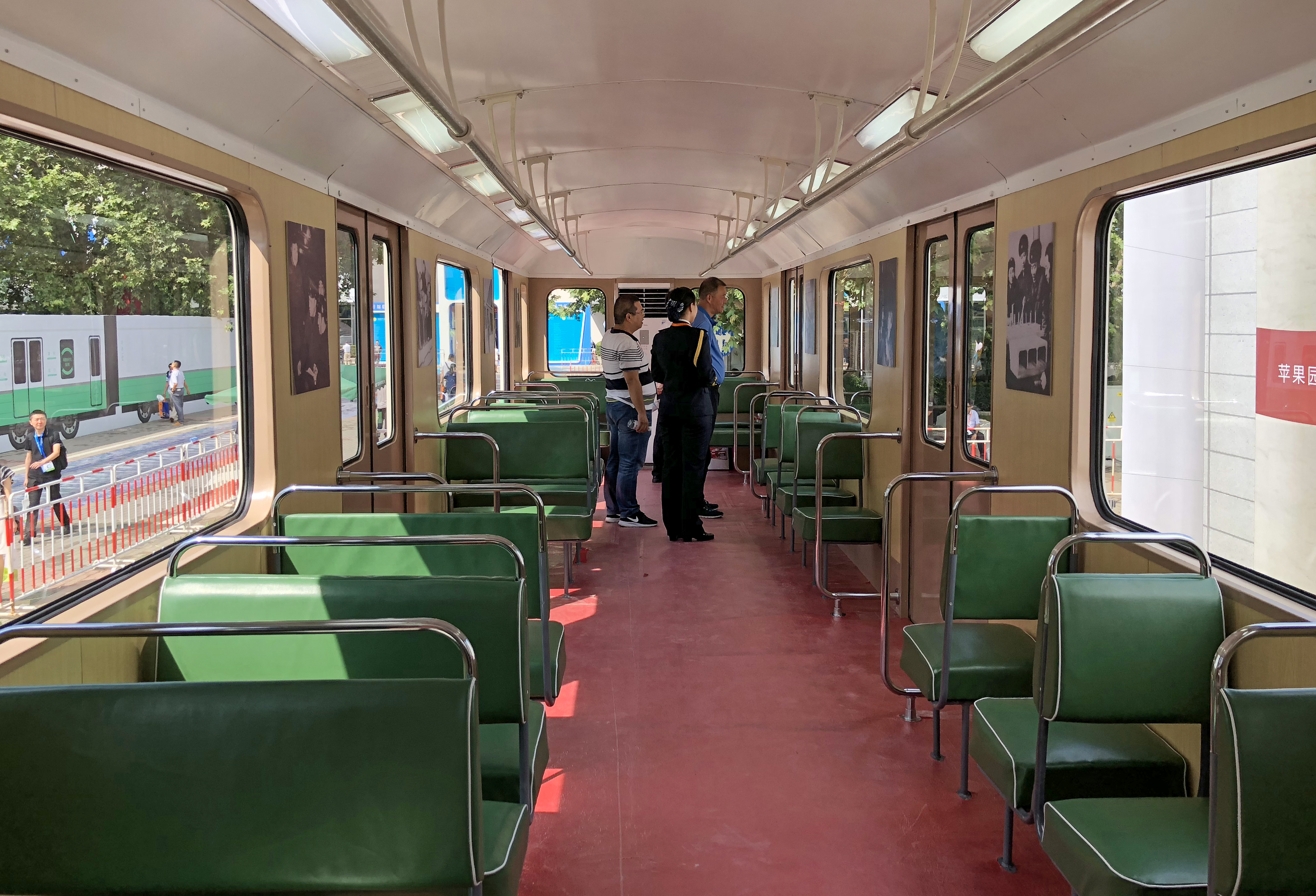
복원후의 DK1형 객실

## 열차 운송 과정
열차는 장춘궤도객차에서 출발하여 징하 철로, 선산 철로, 진산 철로, 징후 철로, 펑산 철로를 거쳐 싼자뎬 역에 도착한 뒤, 징먼 철로에 진입해 연결선을 거쳐 구청 차량단(古城车辆段)에 도착한다. 이후 DK2형, DK3형도 이런 경로로 운송됐다.

## 같이 보기
- 모스크바 지하철 D형 전동차